# Colomán Tisza
El conde Colomán Tisza de Borosjenő (en húngaro: Tisza Kálmán) (Geszt, 16 de diciembre de 1830-Budapest, 23 de marzo de 1902 ) fue un político húngaro que ejerció el cargo de primer ministro de la Transleitania austrohúngara entre 1875 y 1890. Se le atribuye la formación de un gobierno magiar sólido, la fundación del nuevo Partido Liberal (1875) y varias reformas económicas. Su hijo fue el también primer ministro e influyente político austrohúngaro Esteban Tisza.

## Biografía

### Comienzos
Tisza nació en una familia de la baja nobleza magiar, calvinista, en el condado de Bihar, en 1830.

### Revolución y absolutismo
A la edad de 18 años (1848), Kálmán Tisza fue testigo de una de las mayores reformas políticas de la historia húngara: Hungría pasó de tener un gobierno feudal a contar con ejecutivo constitucional. La III Ley Pública abolió la Cancillería Real y el Consejo Residencial y los sustituyó por un parlamento bicameral (Senado y Cámara de Representantes). Se dio un paso hacia el gobierno democrático al concederse, mediante la V Ley Pública, el derecho a voto de un 10% de la población. Las Leyes Públicas VI y VII crearon una unidad administrativa con todos los territorios con población magiar. Estas reformas de gran alcance produjeron una rebelión nacionalista trató de derrocar a la dinastía Habsburgo en la llamada Revolución húngara de 1848.

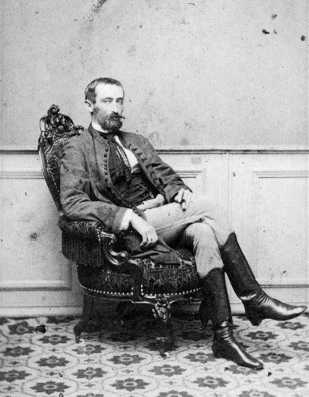
Kálmán Tisza en 1865.

Con la derrota de los húngaros durante la rebelión muchas de las reformas quedaron abrogadas e instaurándose una administración militar al mando de Haynau. A pesar de que la contrarrevolución terminó con el gobierno parlamentario en Hungría, no acabó con las ideas que habían nacido de las reformas. Durante 1859 y 1860, tras constatar el apoyo popular en Hungría hacia los italianos durante la Segunda Guerra de la Independencia, el gobierno imperial austriaco comenzó a probar nuevos experimentos constitucionales en Hungría.

### Moderados y radicales
Las propuestas federalistas de Luis Kossuth en el exilio, que habían de reconciliar a las minorías de la Corona con los magiares y a los que el propio Kossuth había enemistado con su extremista nacionalismo magiar durante la revolución de 1848, no hallaron respaldo en Hungría. Según se acercaba la posibilidad de llegar a un acuerdo entre la oligarquía húngara y el Gobierno imperial aquella percibió el gobierno constitucional, la unidad territorial y la supremacía magiar como condiciones mínimas que no se podían negociar con el Gobierno de Viena. La élite se dividía entre los que defendían una línea más moderada, partidaria de llegar a un acuerdo con el emperador, encabezados por Francisco Deák, y los más radicales, defensores de una postura más desafiante frente al monarca, encabezados por László Teleki. Al suicidarse este en 1861, Tisza pasó a dirigir esta fracción. Al rápido ascenso de Tisza contribuyeron sus relaciones con la poderosa familia Teleki, su matrimonio con una condesa de ascendencia alemana y el respaldo de la nobleza calvinista del este de Hungría. Más cauto y astuto que su predecesor, Tisza conjugaba una retórica extremista con una praxis más moderada, favoreciendo la victoria en el parlamento de 1861 de su teórico rival.
Tisza mantuvo su postura moderada tratando de lograr la mayor autonomía posible para Hungría, rechazando la opción revolucionaria, única que hubiese podido lograr la independencia total del país.
Político provinciano, Tisza defendía la perpetuación del poder de los terratenientes y una limitación de la industrialización del país.

### El Compromiso austrohúngaro
Ya en 1865 se retomaron las conversaciones entre los políticos magiares y el emperador para lograr una reconciliación entre la corte y la nobleza húngara. La derrota austrohúngara ante Prusia aceleró el proceso. El acuerdo con el emperador devolvería a Hungría la unidad territorial perdida tras la revolución de 1848, ofrecería nuevas oportunidades de desarrollo económico y, también, abriría a la baja nobleza gran número de puestos en la administración y mayor poder político. La alternativa de un nuevo alzamiento con apoyo extranjero no era viable en la década de 1860.
Los extremistas magiares que propugnaban una independencia total o, a lo sumo, una unión personal a través del emperador con Austria, a pesar de su popularidad, quedaron aislados en el parlamento. Tisza tenía como únicos adversarios a los partidarios de Déak, mientras se debatía entre sus simpatías por los independentistas y su realismo político que le indicaban la conveniencia de acercarse a las posturas de sus adversarios y lograr un acuerdo con Viena.
En 1867, Tisza tomó parte, con el Parlamento, en las negociaciones con emperador Francisco José I que llevó al Compromiso Austrohúngaro de 1867 (Ausgleich). Mediante este acuerdo entre la corona y la oligarquía magiar se restauraba la «integridad constitucional de Hungría», con la excepción sobre los asuntos de defensa y relaciones exteriores, que quedaban en manos de unos ministros comunes a toda la monarquía. El resto de competencias administrativas quedaban asignadas a dos gobiernos independientes, uno húngaro y otro para el resto del estado, quedando así los asuntos internos de la corona nuevamente en manos de los magiares. El acuerdo ofreció la oportunidad a Tisza de convertirse en primer ministro. Tras un largo declive del partido moderado de Déak, el pragmatismo de Tisza le llevó a acercarse a las posturas de sus rivales a pesar de sus anteriores declaraciones radicales que se oponían a acuerdo de 1867, tratando de lograr su objetivo de máxima autonomía para Hungría dentro del Imperio sin fragmentar este, lo que hubiese convertido al país en independiente, pero hubiese perdido la categoría de gran potencia que disfrutaba gracias a su asociación con Austria.
El acuerdo selló, por otra parte, la necesidad de mantener el censo electoral extremadamente pequeño: un aumento del número de personas con derecho a voto hubiese destruido el compromiso, que no contaba con el respaldo mayoritario de los magiares (que hubiesen optado por la independencia respecto a Austria) ni de las minorías, que se oponían a su posición de sometimiento. Tisza, partidario teórico del sufragio universal, se opuso a su implantación en Hungría. En 1874 el número de personas con derecho a voto se redujo del 10 % de 1848 al 6 %. Las circunscripciones electorales se definieron para que zonas con gran cantidad de votantes magiares eligiesen los mismos diputados que otras con escasos magiares, pero estos partidarios del Compromiso. Esto y la falta del derecho de sufragio de las minorías aseguraba un gobierno favorable al Compromiso y en manos de la pequeña nobleza.
Desde 1870 la situación financiera empeoraba y el partido de Deák buscó a un dirigente que fuese capaz de superar la crisis. El 1 de marzo de 1875 el partido de Deák se unía al de Tisza para crear el Partido Liberal y ministro del Interior. El 20 de octubre de 1875 era nombrado primer ministro. A pesar de las acusaciones de "traición" de sus antiguos partidarios radicales, el escaso electorado respaldó la acción de Tisza en las elecciones de 1875, relativamente libres.
La eficiencia de su gobierno fue escasa, limitándose sus quince años de gobierno a aprobar ciertas reformas gubernamentales y económicas.

## El gobierno de Tisza
La administración del nuevo gobierno era ineficaz y carecía de un orden centralizado. Uno de los primeros actos realizados bajo el gobierno de Tisza fue la consolidación del poder gubernamental y la transformación de la burocracia en una poderosa máquina de control. La burocracia quedó encargada de las elecciones y de la perpetuación de la mayoría liberal, mientras que el parlamento y el partido daban un aura de legitimidad a las políticas burocráticas y proporcionaban un foro para expresar los intereses burocráticos. Kálmán Tisza logró consolidarse en el poder dentro del gobierno mientras que el parlamento se limitaba a legitimar sus acciones. Su consolidación del poder también consistió en la reforma de un parlamento donde los miembros habían llegado a ocupar sus escaños perpetuamente, sin oposición en su elección. 
El 1877 se renovó el acuerdo económico que se especificaba en el Compromiso, que resultó menos favorable a Hungría que el anterior. Tisza, cambiando sus ideas anteriores, comenzó a favorecer una rápida industrialización. Las nuevas industrias y las finanzas que crecieron con ellas quedaron casi exclusivamente en manos judías, ante la renuencia de la baja nobleza , desposeída de sus tierras por la falta de fondos para adecuarlas a la nueva producción y su preferencia por pasar a formar parte de la nueva administración en vez de dedicarse al comercio y la industria. La nueva burguesía, formada mayoritariamente por judíos y alemanes, se convirtió en firme aliada del modelo político de Tisza, al que debía su aparición y medra. Tisza se opuso al nuevo movimiento antisemita, que formó partido en 1883, y perdió fuerza a finales de siglo, ante la hostilidad del régimen y la gran asimilación de los judíos.
Hacia 1880 Tisza se había afianzado en el poder y se había asegurado una mayoría parlamentaria, lograda mediante la corrupción electoral: el soborno, las presiones sobre el escaso electorado y la distribución de circunscripciones. También logró el control del partido liberal, a pesar de su falta de carisma, pobre oratoria, su frialdad y carácter reservado. Político consumado, astuto y buen evaluador de las personas, era capaz de actuar sin escrúpulos y de machacar a sus adversarios con su ironía. Sin embargo, su control del partido se conseguía de manera informal.
Los miembros del partido y los ministros estaban subordinados a Tisza, siendo más sus encargados que sus colegas políticos.

### Reforma de la Cámara Alta
En el senado, 469 miembros fueron desposeídos en virtud de las disposiciones de la nueva Ley del Parlamento. El número de miembros se fijó en 369: 205 nobles hereditarios, 83 dignatarios de la iglesia y, como novedad, 81 senadores vitalicios. Aunque los títulos nobiliarios seguía otorgándolos el emperador, tanto los hereditarios como los vitalicios se hacían a propuesta del primer ministro que, en caso de necesidad, podía solicitar el nombramiento de nuevos senadores para asegurarse la aprobación de una determinada ley. Estas reformas permitieron reforzar la posición del primer ministro como la principal de la política húngara. Le permitieron consolidar su poder dentro del gobierno húngaro y también eliminar gran parte de la influencia que habían extendido los austriacos durante su anterior gobierno tras la revolución de 1848.

### Reforma económica
En el período comprendido entre 1869 y 1875, con la fundación del nuevo sistema político húngaro, estos escogieron fundar su sistema económico basándose en el modelo francés. Su sistema político, sin embargo, resultó ser más avanzado que su sistema económico, arcaico. La recaudación de impuestos, por ejemplo, llevada a cabo casi como campañas militares, no logró aumentar la recaudación más que un 11 %, al precio de atizar el descontento de la población rural, la aplastante mayoría del país. Estos seis años se conocieron como un período de mala gestión de la economía por un gobierno en declive. Cuando Tisza llegó al poder en 1875, consolidó la economía de manera parecida al gobierno. Emprendió reformas fiscales que evitaron la quiebra del estado. En 1887 Sándor Wekerle fue nombrado ministro de Hacienda y trabajó con Tisza en el desarrollo de un nuevo sistema tributario que se centró en los impuestos sobre la propiedad de la tierra. Los éxitos de estas reformas fueron enormes: aunque el impuesto sobre la tierra aumentó en un 30 % solamente, los ingresos del Gobierno aumentaron un 330 %. Entre 1880 y 1895, los ingresos públicos se duplicaron debido a las reformas fiscales eficaces. Aunque el sistema Tisza-Wekerle salvó al Gobierno de la quiebra, el sistema fiscal resultó ser demasiado duro y, finalmente, impidió el surgimiento de un mercado interior para los productos producidos por Hungría.

### Economía y política hacia las minorías
El gobierno fomentó además la creación y mantenimiento de latifundios que, aunque no fuesen económicamente ineficientes, impedían una distribución equitativa de la tierra. Los latifundios, mayoritariamente en manos magiares, eran defendidos por el gobierno de Tisza sobre todo por razones políticas y sociales: su convencimiento de que los intereses nacionales necesitaban de un predominio magiar que se asentaba en una distribución desigual de la tierra. La industria, que el gobierno no veía como relevante políticamente, recibió un gran apoyo.
La política hacia las minorías no era tolerante: el gobierno de Tisza no respetó la ley de nacionalidades de 1868, despojando poco a poco a las minorías de sus derechos culturales y educativos. Se extendió la instrucción en magiar y, en 1881, se creó la Gendarmería real húngara que debía encargarse de suprimir cualquier actividad políticamente subversiva en el campo. Las medidas de violencia fueron, sin embargo, escasas. Tampoco hubo represión económica o en la vida diaria, ni en la libertad de expresión, a pesar de que las elecciones, amañadas, asegurasen el triunfo de los Liberales.
Tisza se opuso de igual forma a cualquier federalización del país.

## Legado
Las contribuciones de Kálmán Tisza durante su mandato de quince años fueron enormes. Aunque nació durante el gobierno imperial austriaco en Hungría y heredó un débil gobierno constitucional, logró convertir a Hungría en un Estado moderno. Salvó a su país de la bancarrota y creó un gobierno centralizado eficiente. Su legado de reformas y éxito le dieron la suficiente confianza a un pueblo que hacía poco había sido oprimido por los austriacos y trataba de desarrollar un gobierno constitucional. Sin embargo, también se le ha asociado con la política de magiarización de las minorías y la imposición de la hegemonía magiar, así como con la consolidación de la influencia de la nobleza rural magiar en la vida política del país.